# Love's Theme
Love's Theme was een single van The Love Unlimited Orchestra, het begeleidingsorkest van Barry White. Het nummer is afkomstig van hun album Rhapsody in White. In eerste opzet was het een instrumentaal nummer, maar Aaron Schroeder, de uitgever van de muziek van White, schreef er later teksten bij, die vervolgens werden gezongen door Love Unlimited (het koortje bij White).
Het nummer is een aantal keren gecoverd, maar werd nergens zo succesvol als het origineel. Julio Iglesias en Andy Williams bevonden zich onder die artiesten. In 1993 werd een deel van het nummer gesampled door Orchestral Manoeuvres in the Dark (OMD) in hun single Dream of me. Dat plaatje haalde wel de hitparades, onder andere in Nederland. White werd genoemd als mede-auteur van het lied, de teksten waren van OMD zelf.
De muziek met wah wah gitaar en strijkorkest was van invloed op de ontwikkeling van discomuziek, die even later enorm aan populariteit zou winnen.
Van Kooten en De Bie gebruikte(n) de muziek bij hun sketch "De Geilneef".

## Hitnotering
In de Verenigde Staten haalde het een eerste plaats in Billboard Hot 100.

### Nederlandse Top 40
| Hitnotering: week 10 t/m 16 in 1974 | Hitnotering: week 10 t/m 16 in 1974 | Hitnotering: week 10 t/m 16 in 1974 | Hitnotering: week 10 t/m 16 in 1974 | Hitnotering: week 10 t/m 16 in 1974 | Hitnotering: week 10 t/m 16 in 1974 | Hitnotering: week 10 t/m 16 in 1974 | Hitnotering: week 10 t/m 16 in 1974 | Hitnotering: week 10 t/m 16 in 1974 |
| Week:                               | 1                                   | 2                                   | 3                                   | 4                                   | 5                                   | 6                                   | 7                                   |                                     |
| ----------------------------------- | ----------------------------------- | ----------------------------------- | ----------------------------------- | ----------------------------------- | ----------------------------------- | ----------------------------------- | ----------------------------------- | ----------------------------------- |
| Positie:                            | 24                                  | 11                                  | 6                                   | 9                                   | 17                                  | 34                                  | 36                                  | uit                                 |

### NederlandseDaverende 30
| Hitnotering: 23-2-1974 t/m 12-4-1974 | Hitnotering: 23-2-1974 t/m 12-4-1974 | Hitnotering: 23-2-1974 t/m 12-4-1974 | Hitnotering: 23-2-1974 t/m 12-4-1974 | Hitnotering: 23-2-1974 t/m 12-4-1974 | Hitnotering: 23-2-1974 t/m 12-4-1974 | Hitnotering: 23-2-1974 t/m 12-4-1974 | Hitnotering: 23-2-1974 t/m 12-4-1974 | Hitnotering: 23-2-1974 t/m 12-4-1974 |
| Week:                                | 1                                    | 2                                    | 3                                    | 4                                    | 5                                    | 6                                    | 7                                    |                                      |
| ------------------------------------ | ------------------------------------ | ------------------------------------ | ------------------------------------ | ------------------------------------ | ------------------------------------ | ------------------------------------ | ------------------------------------ | ------------------------------------ |
| Positie:                             | 26                                   | 24                                   | 19                                   | 13                                   | 7                                    | 9                                    | 19                                   | uit                                  |

### BelgischeBRT Top 30
| Hitnotering: 16-3-1974 t/m 26-4-1974 | Hitnotering: 16-3-1974 t/m 26-4-1974 | Hitnotering: 16-3-1974 t/m 26-4-1974 | Hitnotering: 16-3-1974 t/m 26-4-1974 | Hitnotering: 16-3-1974 t/m 26-4-1974 | Hitnotering: 16-3-1974 t/m 26-4-1974 | Hitnotering: 16-3-1974 t/m 26-4-1974 | Hitnotering: 16-3-1974 t/m 26-4-1974 |
| Week:                                | 1                                    | 2                                    | 3                                    | 4                                    | 5                                    | 6                                    |                                      |
| ------------------------------------ | ------------------------------------ | ------------------------------------ | ------------------------------------ | ------------------------------------ | ------------------------------------ | ------------------------------------ | ------------------------------------ |
| Positie:                             | 10                                   | 14                                   | 17                                   | 25                                   | 21                                   | 28                                   | uit                                  |

### NPO Radio 2 Top 2000
Love's Theme stond alleen in 2000 in de NPO Radio 2 Top 2000, op plek 1942.